# Bolesław Hieronim Kłopotowski
Bolesław Hieronim Kłopotowski (ur. 13 marca 1848 w Szarogrodzie, zm. 24 lutego 1903 w Sankt Petersburgu) – polski duchowny katolicki, biskup łucko-żytomierski, arcybiskup metropolita mohylewski w latach 1901–1903.

## Życiorys
Studiował teologię kolejno w Seminarium Duchownym w Żytomierzu (1865–1869) i Akademii Duchownej w Petersburgu (1869–1873). Święcenia kapłańskie przyjął 15 lipca 1872.
Pracę podjął jako profesor seminarium w Żytomierzu (1873–77), a następnie profesor i rektor (od 1897) Akademii Duchownej w Petersburgu.
Prekonizowany na biskupa tytularnego Eleuteropolis i biskupa pomocniczego łucko-żytomierskiego (1897–1899). Mianowany biskupem łuckim w 1899 roku i arcybiskupem metropolitą mohylewskim w 1901 roku.